# Добринський Олександр Григорович
Олександр Григорович Добринський (рос. Александр Григорьевич Добринский; 1905–1992) — радянський воєначальник, генерал-майор артилерії (20.04.1945).

## Життєпис
Народився в місті Романов-Борисоглібськ, нині — Тутаєв Ярославської області Росії.
До лав РСЧА призваний Ульяновським МВК Куйбишевської області у 1927 році. У 1930 році закінчив Київську артилерійську школу. Член ВКП(б) з 1930 року. Командував взводом, батареєю, дивізіоном, артилерійським полком. Закінчив заочний факультет Військової академії імені М. В. Фрунзе.
Початок німецько-радянської війни зустрів на посаді командира 653-го артилерійського полку у Прибалтійському ОВО, воював на Північно-Західному фронті. З вересня 1941 року — у Приволзькому ВО, де йшло формування 336-ї стрілецької дивізії. Обійняв посаду командира 909-го артилерійського полку і, одночасно, заступника начальника артилерії дивізії. Після формування дивізії брав участь у боях на Західному фронті. З січня 1943 року — командир 1-ї гаубичної артилерійської бригади РГК. Воював на Брянському, 2-му Прибалтійському, 1-му Українському фронтах. З березня 1945 року — командир 4-ї артилерійської дивізії прориву РГК.
Після закінчення війни продовжив військову службу. Командував артилерійською дивізією у Закавказькому ВО, був заступником командира дивізії у Ленінградському ВО. З вересня 1952 року — начальник Білгородського, а з лютого 1953 року — начальник Одеського артилерійських училищ. У 1957—1959 роках перебував у службовому відрядженні у Китаї. З червня 1959 року — начальник Тульського артилерійського училища.
Звільнений у запас 16 жовтня 1962 року.

## Нагороди
Нагороджений орденом Леніна (21.08.1953), трьома орденами Червоного Прапора (24.01.1943, 03.01.1944, 06.11.1947), орденами Суворова 2-го ступеня (06.04.1945), Кутузова 2-го ступеня (21.05.1945), Суворова 3-го ступеня (31.10.1943), Вітчизняної війни 1-го ступеня (11.03.1985), Червоної Зірки (03.11.1944), медалями, нагородами іноземних держав.